# Gabriel Ramón Florit
Gabriel Ramón Florit (Lloseta, Mallorca, 8 de marzo de 1964) es un exfutbolista español y entrenador de fútbol. Desde 2018 está sin equipo tras abandonar la disciplina del C. D. Buñol.

## Carrera Deportiva
Como futbolista desarrolló prácticamente toda su carrera en 2ª División B, pues, a excepción de su primer y último equipo, todos jugaron en esa división.
Su carrera como entrenador la inició siendo todavía futbolista en su etapa en el Pontevedra C.F., entrenando a categorías inferiores. Continuó con la labor de entrenador en su último equipo, el CP Villarrobledo, haciéndose cargo, en el último de sus dos años como futbolista del equipo manchego, del equipo filial. Este hecho le permitió debutar en 3ª División con el primer equipo del CP Villarrobledo en la temporada 1998/99, consiguiendo en los siguientes años tres clasificaciones consecutivas para los play-off de ascenso a 2ª División B; dos con el CP Villarrobledo (1999/2000 y 2000/01) y una con el CD Quintanar del Rey (2001/02).
En los siguientes años continuó entrenando equipos de 3ª División. En la temporada 2006-07 consiguió clasificar a la UD Almansa para jugar la promoción de ascenso a 2ª B. De nuevo, y por cuarta vez en su carrera, sin éxito.
En la temporada 2007-08 firma por el CD Roquetas al que proclama campeón de 3ª División ese mismo año y logra ascenderlo a 2ª B. Sería entrenador del club almeriense durante cinco temporadas en la categoría de bronce del fútbol español, hasta ser cesado el 31 de enero de 2012 debido a los malos resultados cosechados en la temporada 2011/12.
El 14 de noviembre de 2012 es fichado por el Yeclano Deportivo, colista del Grupo III de Segunda División B. El nuevo entrenador azulgrana sustituye a García Sanjuán.

## Trayectoria como jugador
| Club               | País   | Año       |
| ------------------ | ------ | --------- |
| CD Murense         | España | 1982-1987 |
| Poblense           | España | 1987-1988 |
| Atlético Baleares  | España | 1988-1989 |
| CF Gandía          | España | 1989-1990 |
| Girona Futbol Club | España | 1990-1991 |
| Sant Andreu        | España | 1991-1992 |
| Yeclano            | España | 1992-1993 |
| Pontevedra         | España | 1993-1996 |
| CP Villarrobledo   | España | 1996-1998 |

## Trayectoria como entrenador
| Club                 | País   | Año       |
| -------------------- | ------ | --------- |
| CP Villarrobledo     | España | 1998-2001 |
| CD Quintanar del Rey | España | 2001-2002 |
| Ayamonte CF          | España | 2002-2003 |
| UD Almansa           | España | 2003-2004 |
| CP Villarrobledo     | España | 2004-2006 |
| UD Almansa           | España | 2006-2007 |
| CD Roquetas          | España | 2007-2012 |
| Yeclano Deportivo    | España | 2012-2014 |
| CP Villarrobledo     | España | 2014-2015 |
| UD Benigánim         | España | 2015-2016 |
| CD Buñol             | España | 2017-2018 |

## Palmarés como entrenador
- 6 Clasificaciones para los play-off de ascenso a 2ª División B: 1999/00, 2000/01, 2001/02, 2006/07, 2007/08 y 2013/14.
- Un ascenso a 2ª División B: 2007/08.
- 1 Liga de Tercera división: 2007/08.